# Sunsoft
Sunsoft és una companyia japonesa de desenvolupament de videojocs, fundada el 1985 com divisió de Sun Corporation d'Amèrica. Originalment, es va especialitzar a crear els jocs per al mercat casolà de videoconsola, específicament els jocs de NES, PC, i també els jocs de recreatius, basats generalment en les llicències populars de la pel·lícula o sèrie del moment (p. ex., Batman, Els Addams i Looney Tunes).
L'abril de 1971, Sun Electronics Corporation (també anomenada Sun Denshi) es va fundar a Kōnan, Aichi, com a fabricant i distribuïdor d'equips electrònics. Els productes electrònics, especialment els ordinadors personals de l'empresa sense cap relació amb els videojocs, es van llançar inicialment sota la marca Suntac. L'empresa va sortir a borsa a JASDAQ el 20 de març de 2002. L'empresa va traslladar la seva seu a Nagoya el 2018, mentre que va mantenir una oficina a Kōnan per gestionar el seu negoci de videojocs. Encara fabrica equips electrònics fins avui, amb productes que utilitzen tecnologia de la Internet de les coses, màquina a màquina i intel·ligència empresarial.
El 1995, es van reestructurar, gairebé arruïnats, van tornar eventualment a la fabricació de videojocs per a Sony PlayStation i Game Boy Color. Durant aquest temps també van produir títols com l'Eternal Eyes, Blaster Master: Blasting Again i Blaster Master: Enemy Below que van sortir en occident. Després per diversos motius, com la transició de les consoles de següent generació (Nintendo 64, Dreamcast) amb els següents alts costos de producció dels jocs, van obligar a Sunsoft tancar les seves oficines americanes i europees, però va seguir operant al Japó traient posteriorment jocs de RPG, Pachinko i altres jocs de temàtica japonesa.

## Títols més importants
- ACME Animation Factory (Super NES)
- Aero the Acro-Bat (Super NES, Sega Genesis)
- Aero the Acro-Bat 2 (Super NES, Sega Genesis)
- Babapapa PlayStation
- Batman (Nintendo Entertainment System)
- Batman (Game Boy)
- Batman: Revenge of the Joker (NES, Sega Genesis, Game Boy)
- Blaster Master series (NES, Game Boy, Sega Genesis, PlayStation, Game Boy Color)
- Bugs Bunny Rabbit Rampage (Super Nintendo)
- Chô Wakusei Senki Metafight (Nintendo Entertainment System) (només al Japó)
- Clock Tower 3 (PlayStation 2) (publicat per Capcom a Amèrica)
- Chameleon Twist Nintendo 64
- Chameleon Twist 2 Nintendo 64
- Daedalian Opus Game Boy
- Daze Before Christmas (Super Nintendo, Sega Genesis)
- Death and Return of Superman (Super NES, Sega Genesis)
- Eternal Eyes PlayStation
- Fester's Quest Nintendo Entertainment System
- Final Fantasy Adventure Game Boy (fet amb SquareSoft)
- Flashback Super Nintendo (sólo Japón)
- Freedom Force (NES)
- Galaxy Fight N/D
- Gremlins 2 (NES)
- Hebereke series (NES, SNES, Playstation, Sega Saturn, Arcade)
- Initial D: Takahashi Ryosuke no Typing Saisoku Riron PlayStation 2
- Lemmings (NES)
- Lemmings Super Nintendo
- Logical (videojoc) Nintendo Entertainment System
- Looney Tunes Game Boy
- Looney Tunes: Daffy Duck Game Boy
- Meta Fight EX Game Boy Color (només al Japó)
- Mitokoumon Nintendo Entertainment System
- Monsterseed PlayStation
- Myst (Sega Saturn)
- Pirates of Dark Water (Sega Genesis)
- Pirates of Dark Water (Super NES)
- Power Quest Game Boy Color
- Project S-11 Game Boy Color
- Road Runner: Death Valley Rally (Super NES)
- Shangai: True Valor PlayStation
- Spy Hunter Nintendo Entertainment System
- Super Fantasy Zone (Sega Genesis)
- T.R.A.G. PlayStation
- Zero the Kamikaze Squirrel (Super NES, Sega Genesis)